# Queso en salmuera

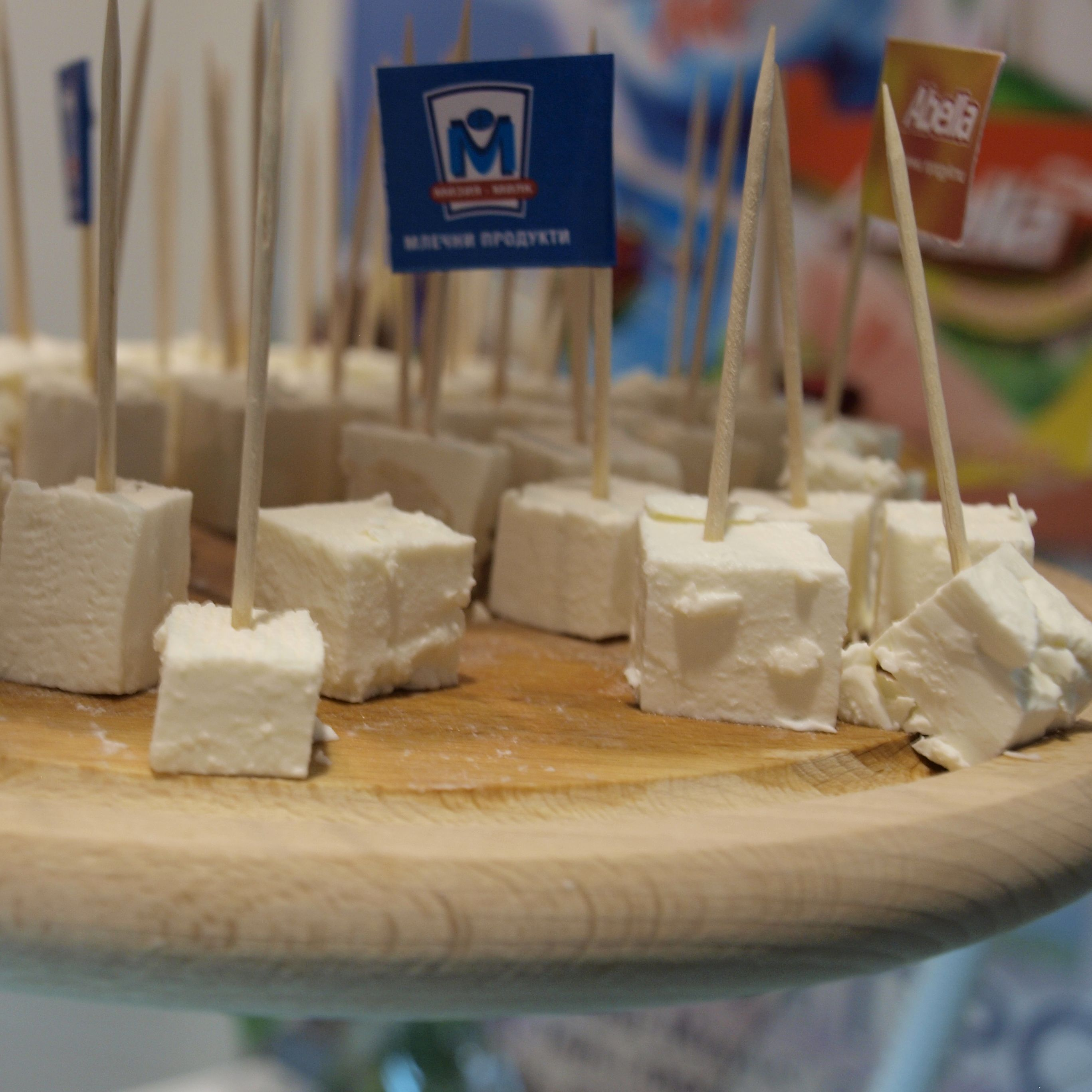
Cubos de queso de salmuera blanca sirene búlgara

El queso en salmuera, también conocido como queso en escabeche para algunas variedades, es un queso que se madura en salmuera dentro de un recipiente hermético o semipermeable. Este proceso le da al queso mayor estabilidad, inhibiendo el crecimiento bacteriano incluso en climas más cálidos. Los quesos en salmuera pueden ser blandos o duros, variando en contenido de humedad, y en color y sabor, según el tipo de leche utilizada; aunque todo será sin corteza, y en general tendrá un sabor limpio, salado y ácido cuando esté fresco, desarrollando un poco de picante cuando envejezca, y la mayoría será blanca.
Los quesos de corteza lavada tienen que ser curados periódicamente en una solución de salmuera de agua salada y/o agentes que contienen moho que pueden incluir cerveza, vino, brandy y especias, lo que hace que sus superficies sean susceptibles a una clase de bacterias Brevibacterium linos (la "bacteria de frotis" de color naranja rojizo) que imparten olores picantes y sabores distintivos, y producen una corteza firme y sabrosa alrededor del queso.

## Lista
Se producen muchas variedades de quesos en salmuera. Las variedades de queso en salmuera incluyen queso feta, halloumi, sirene y telemea, una variante de brinza.  El queso en salmuera es el tipo principal de queso producido y comido en el Medio Oriente y las áreas mediterráneas.

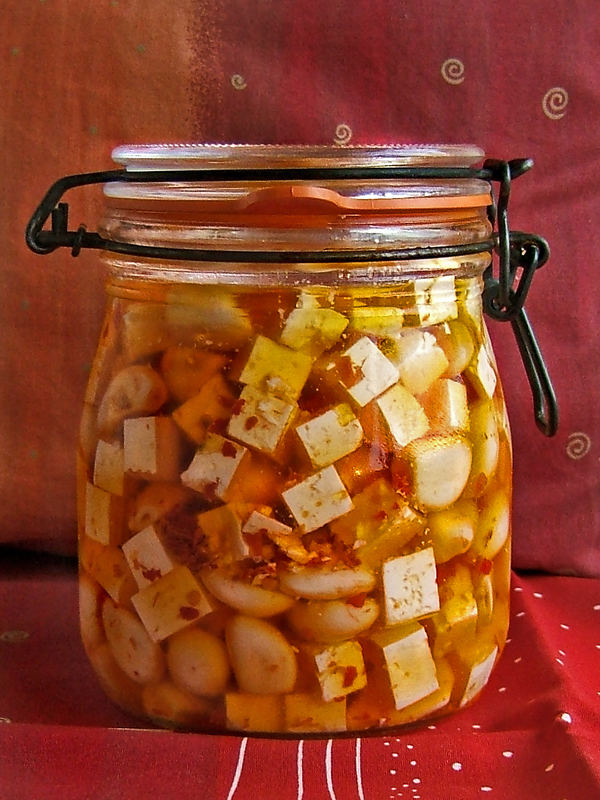
Queso feta en salmuera

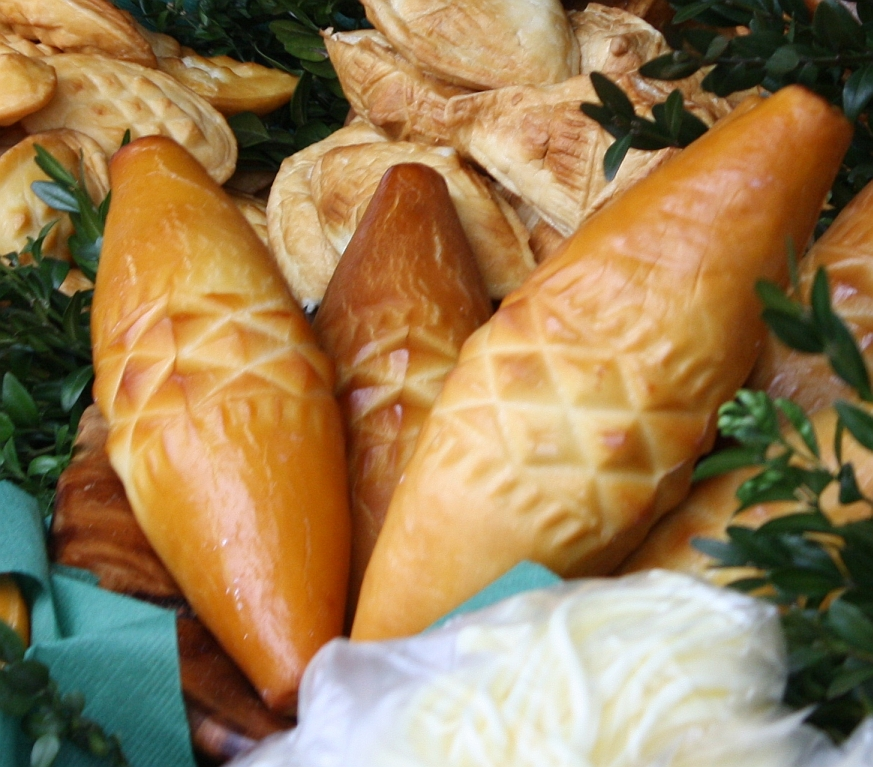
Oscypek tradicional

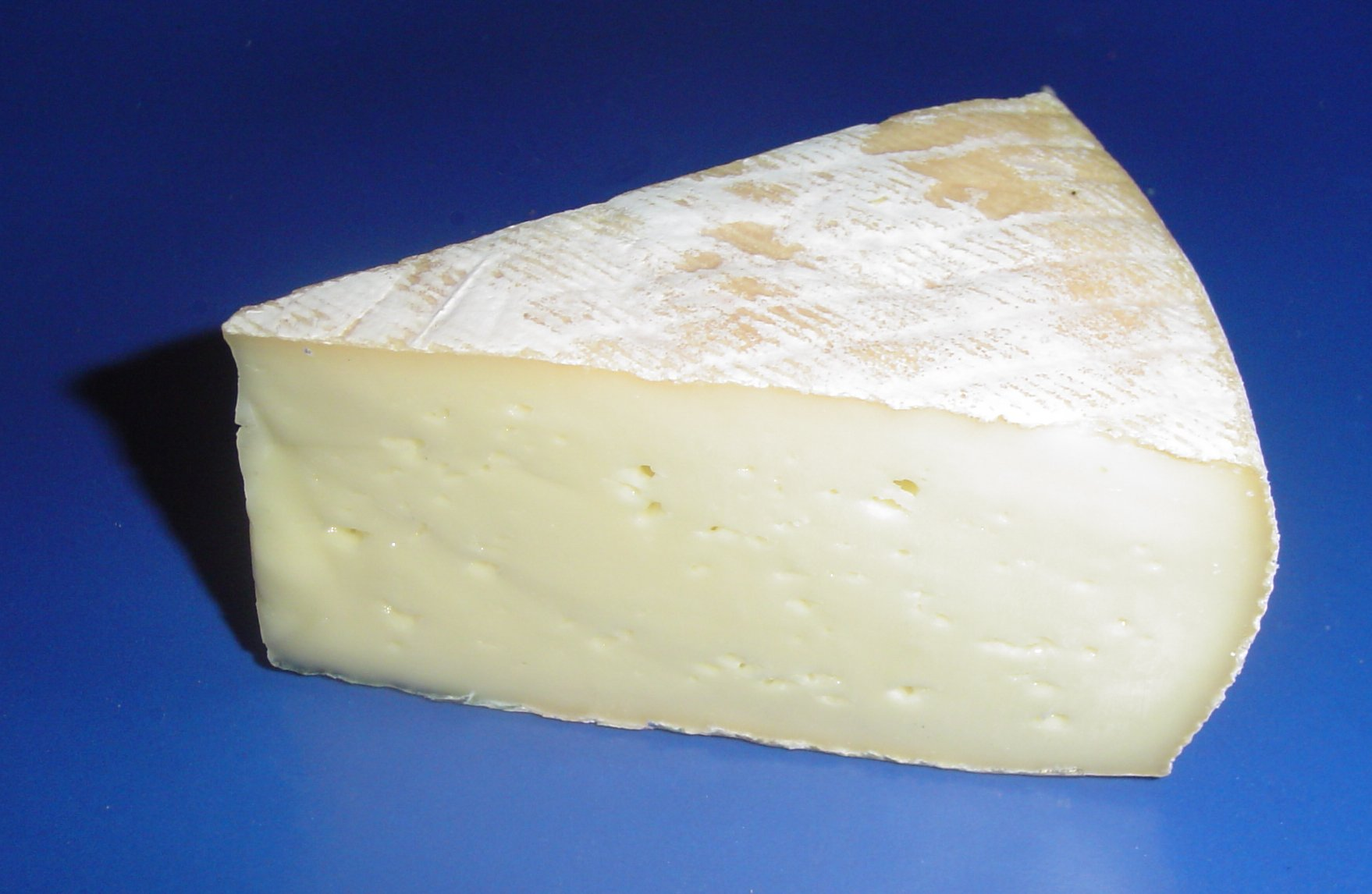
Durante el proceso de envejecimiento, Santo-Nectaire se lava dos veces en salmuera y se envejece sobre paja de centeno.

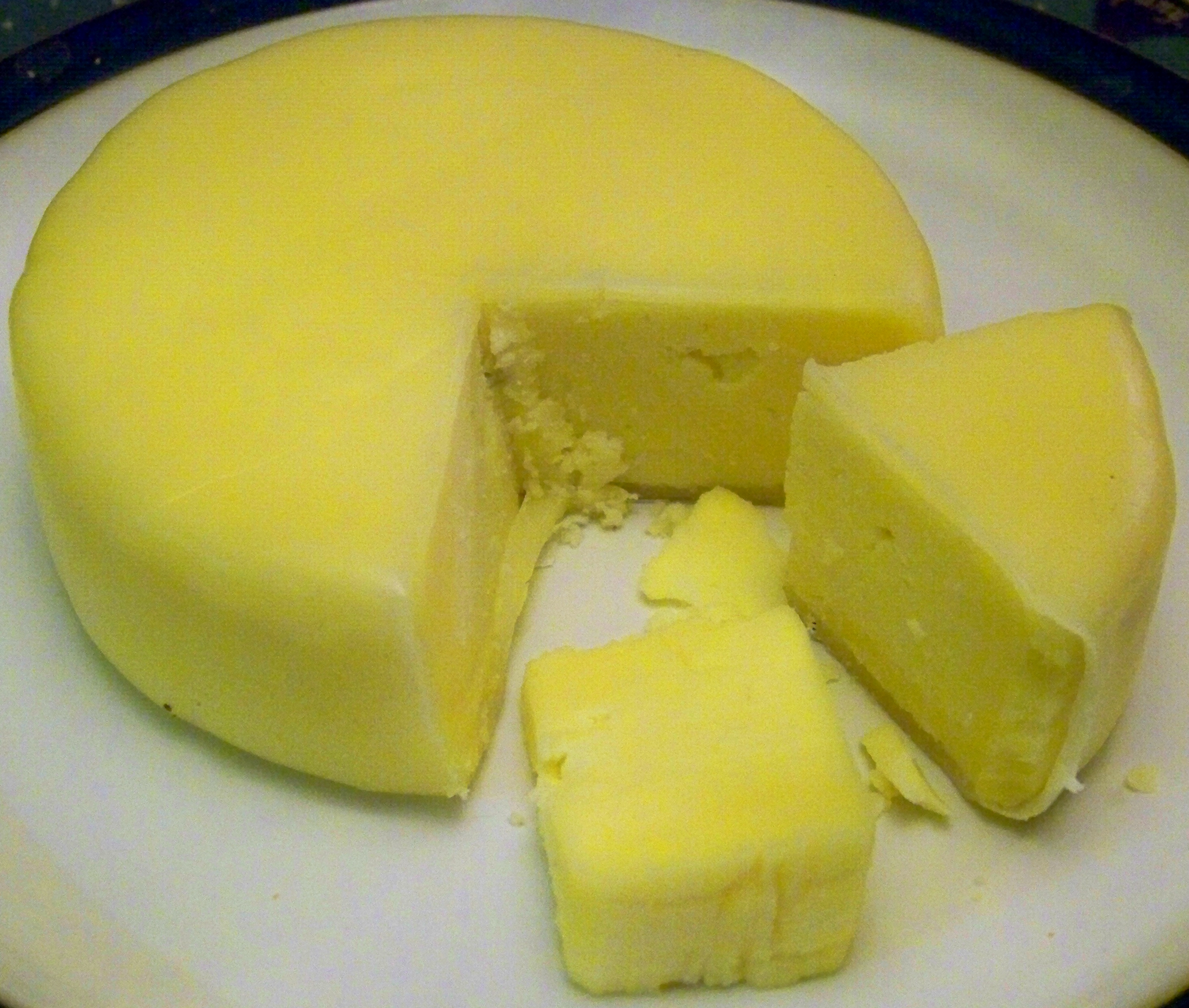
Parte del proceso de elaboración del queso Swaledale consiste en remojar el queso en salmuera durante 24 horas.

Los quesos en salmuera adicionales incluyen:
- Abbaye de Tamié - Un queso suave hecho de leche de vaca sin pasteurizar por los monjes de la Abadía de Tamié
- Queso akkawi - Queso de salmuera blanca del Medio Oriente
- Queso de Las Alpujarras - Un queso español de la región oriental de Andalucía.
- Queso Appenzeller: un queso duro de leche de vaca hecho en el noreste de Suiza
- Ardrahan - Dos variedades de queso hechas en County Cork, Irlanda
- Algunas variedades de queso Asiago - queso italiano de leche de vaca
- Balkánský sýr - Un tipo de queso blanco en salmuera producido en la República Checa y Eslovaquia
- Queso Beaufort: un queso firme y crudo de leche de vaca de la región de Saboya de los Alpes franceses
- Berner Alpkäse - Un queso duro producido en los Alpes del Oberland bernés y áreas adyacentes de Suiza
- Bondost - Un queso sueco de leche de vaca, también hecho en los Estados Unidos.
- Queso nata de Cantabria - Queso elaborado con leche de vacas frisonas en Cantabria, en el norte de España
- Caprino di Cavalese
- Chechil - Un queso de salmuera que se originó en Armenia
- Queso Cherni Vit - Un queso búlgaro de leche de oveja del pueblo de Cherni Vit
- Queso Corleggy - Queso del Condado de Cavan, Irlanda
- Queso Dovedale: queso azul británico del Peak District
- Queso egipcio - Quesos hechos en Egipto
- Queso feta - Queso blanco cuajado en salmuera de Grecia
- Hâlûmi se parece al halloumi chipriota, pero es un queso diferente. Se puede comer fresco o en salmuera y condimentado. El nombre proviene de la palabra copta para queso, "halum".
- Algunas variedades de queso de cabra, con anterioridad al proceso de envejecimiento
- Chevrotin – Un queso suave a base de leche de cabra de la región histórica de Saboya, Francia
- Queso Gouda: queso holandés amarillo suave elaborado con leche de vaca
  - Maaslander - Un nombre de marca para un Gouda, queso semiduro

- Queso Gruyère - Un queso amarillo duro de Suiza

- Halloumi: queso chipriota semiduro, salteado sin madurar
- Herrgårdsost: un queso sueco semiduro elaborado con leche de vaca
- Queso Ibores: queso español elaborado con leche de cabra no pasteurizada en Extremadura
- Queso Leyden: queso semiduro de leche de vaca holandesa con comino y alcaravea
- Queso Lighvan: queso de leche de oveja cuajada en salmuera elaborado tradicionalmente en Irán
- Queso de Mallorca: un queso español elaborado exclusivamente en la isla de Mallorca
- Queso Maredsous: un queso semiduro en forma de pan hecho en Bélgica a partir de leche de vaca
- Queso  de Abadía de Maredsous

- Mozzarella - Tipo de queso italiano semiblando

- Queso de Murcia: queso de leche de cabra graso de la región de Murcia del sudeste de España
- Queso de Murcia al vino: un queso de leche de cabra graso de la provincia de Murcia en el sureste de España
- Queso Munster: un queso suave, de olor fuerte y sabor sutil, elaborado principalmente con leche de los Vosgos, Francia
- Queso nabulsi: un queso de leche de cabra y oveja de salmuera blanca palestino
- Queso Oka: un queso de cáscara lavado semiblando originario de Oka, Quebec
- Oscypek - Un queso ahumado hecho de leche de oveja salada de las montañas Tatra de Polonia
- Pallone di Gravina: un queso firme de leche de vaca de las regiones de Basilicata y Apulia en el sureste de Italia
- Queso parmesano - Tipo de queso italiano duro
- Pasta filata: una técnica en la fabricación de una familia de quesos italianos también conocida en inglés como cuajada estirada
- Pecorino Sardo
- Queso Red Hawk: un tipo de queso de leche de vaca americano con triple crema y corteza de salmuera
- Saint-Nectaire - Un queso elaborado en la región de Auvernia, en el centro de Francia.
- Svecia - Un queso semi duro sueco de queso de leche de vaca.
- Sulguni: un queso georgiano en salmuera de la región de Samegrelo
- Queso Swaledale - Un queso duro con mucha grasa producido en Swaledale, North Yorkshire, Inglaterra
- Telemea: un queso rumano tradicionalmente elaborado con leche de oveja
- Queso Teviotdale: un queso duro con mucha grasa producido en el área de Teviotdale en las tierras fronterizas entre Escocia e Inglaterra
- Queso tulum: un queso turco tradicional de leche de cabra madurado en una envoltura de piel de cabra
- Queso Tzfat: un queso semiduro producido en Israel originalmente a partir de leche de oveja.